# Leandro Lino
Leandro Lino dos Santos, noto semplicemente come Leandro Lino (Franco da Rocha, 25 luglio 1995), è un giocatore di calcio a 5 brasiliano.
Con la nazionale brasiliana è stato campione del mondo nel 2024 e campione sudamericano nel 2017 e nel 2024.

## Carriera
Con la nazionale brasiliana Under-20, Lino ha vinto il campionato sudamericano di categoria del 2014 mentre con la nazionale maggiore ha conquistato due edizioni della Copa América. Quattro anni più tardi viene incluso nella lista definitiva dei convocati della Seleção per la Coppa del Mondo, conclusa dai sudamericani al terzo posto.

## Palmarès

### Club

#### Competizioni nazionali
- Campionato brasiliano: 2
Corinthians: 2016
Magnus: 2020
- Supercoppa brasiliana: 1
Magnus: 2018, 2021

#### Competizioni internazionali
- Coppa Intercontinentale: 2
Magnus: 2018, 2019

### Nazionale
- Coppa America: 2
Argentina 2017, Paraguay 2024
- Campionato mondiale: 1
Uzbekistan 2024